# Turkije op de Europese kampioenschappen atletiek 2010
Turkije werd vertegenwoordigd door 21 atleten op de Europese kampioenschappen atletiek 2010.

## Deelnemers
| Onderdeel     | Mannen                                                      | Vrouwen                                         |
| ------------- | ----------------------------------------------------------- | ----------------------------------------------- |
| 100m          | Izzet Safer                                                 |                                                 |
| 200m          | Izzet Safer                                                 | Meliz Redif                                     |
| 400m          |                                                             | Meliz Redif Pinar Saka                          |
| 800m          |                                                             | Merve Aydin                                     |
| 1500m         |                                                             | Aslı Çakır Alptekin Binnaz Uslu Sultan Haydar   |
| 5000m         | Halil Akkas Kemal Koyuncu Mert Girmalegese                  | Alemitu Bekele Elvan Abeylegesse Meryem Erdogan |
| 10000m        |                                                             | Elvan Abeylegesse Meryem Erdogan                |
| 100m horden   |                                                             | Nevin Yanit                                     |
| 400m horden   | Tuncay Ors                                                  | Birsen Engin Ōzge Gürler                        |
| 3000m steeple |                                                             | Binnaz Uslu                                     |
| Hoogspringen  |                                                             | Burcu Ayhan                                     |
| 4x100m        | Hakan Karacaoglu Izzet Safer Mustafa Delioglu Sezayi Ozkaya |                                                 |
| 4x400m        |                                                             | Birsen Engin Meliz Redif Pinar Saka Ōzge Gürler |

## Resultaten

### 100m mannen
- Izzet Safer
  - Ronde 1: 10.68 (NQ)

### 100m horden
- Nevin Yanit
  - Reeksen: 4de in 12,89 (Q)
  - Halve finale: 1ste in 12,71 (NR) (Q)
  - Finale:  in 12,63 (NR)

### 200m

#### Mannen
- Izzet Safer
  - Reeksen: 30ste in 21,41 (NQ)

#### Vrouwen
- Meliz Redif
  - Reeksen: 25ste in 24,53 (NQ)

### 400m vrouwen
- Meliz Redif
  - Reeksen: 19de in 54,19 (NQ)
- Pinar Saka
  - Reeksen: 20ste in 54,33 (NQ)

### 400m horden vrouwen

#### Mannen
- Tuncay Ors
  - Reeksen: 51,41 (NQ)

#### Vrouwen
- Birsen Engin
  - Ronde 1: 58.19 (NQ)
- Ōzge Gürler
  - Ronde 1: 58.98 (NQ)

### 1500m vrouwen
- Aslı Çakır Alptekin
  - Reeksen: 5de in 4.05,53 (Q)
  - Finale: 5de in 4.02,17 (PB)
- Binnaz Uslu
  - Reeksen: 20ste in 4.12,04 (NQ)
- Sultan Haydar
  - Reeksen: opgave

### 3000m steeple
- - Binnaz Uslu
  - Reeksen: 10.15,28 (NQ)

### 5000m mannen
- Halil Akkas
  - Reeksen: 24ste in 14.07,42 (NQ)
- Kemal Koyuncu
  - Reeksen: 15de in 13.47,41 (q)
  - Finale: 13de in 14.17,32
- Mert Girmalegese
  - Reeksen: 5de in 13.36,32 (Q)
  - Finale: 9de in 13.45,25

### 10000m

#### Mannen
- Kemal Koyuncu: 22ste in 30:28.83

#### Vrouwen
- Elvan Abeylegesse:  in 31.10,23 (EL)
- Meryem Erdogan: 6de in 31.44,86 (PB)

### 4x100m

#### Mannen
- Reeksen: 11de in 40,23 (NQ)

### 4x400m vrouwen
- Reeksen: 11de in 3.33,13(NQ)

### Hoogspringen vrouwen
- Burcu Ayhan
  - Kwalificatie: 1,92m (PB) (Q)
  - Finale: 9de in 1,92m (=PB)

Albanië · Andorra · Armenië · Azerbeidzjan · België · Bosnië en Herzegovina · Bulgarije · Cyprus · Denemarken · Duitsland · Estland · Finland · Frankrijk · Georgië · Gibraltar · Griekenland · Groot-Brittannië · Hongarije · Ierland · IJsland · Israël · Italië · Kroatië · Letland · Liechtenstein · Litouwen · Luxemburg · Macedonië · Malta · Moldavië · Monaco · Montenegro · Nederland · Noorwegen · Oekraïne · Oostenrijk · Polen · Portugal · Roemenië · Rusland · San Marino · Servië · Slovenië · Slowakije · Spanje · Tsjechië · Turkije · Wit-Rusland · Zweden · Zwitserland